# Лебедев, Алексей Иванович (профессор)
Алексей Иванович Лебедев (1850—1923) — российский медик, заслуженный профессор Военно-медицинской академии; доктор медицины.

## Биография
Родился 11 (23) марта 1850 года в семье священника в селе Бетино Касимовского уезда Рязанской губернии.
После окончания в 1870 году Рязанской духовной семинарии поступил в Императорскую медико-хирургическую академию, где под руководством профессоров А. Я. Красовского, М. И. Горвица и К. Ф. Славянского изучал акушерство и женские болезни. По конкурсу получил стипендию лейб-медика Тарасова, предназначенную для уроженцев Рязанской губернии.
В 1875 году окончил курс со званием лекаря, на три года был оставлен при академии и отправлен в двухгодичную заграничную командировку. Занимался по анатомии и эмбриологии у В. Гиса, по патологической анатомии у Ю. Ф. Конгейма, слушал лекции в Лейпциге, работал в Париже, сделал доклад на международном конгрессе по акушерству в Лондоне (по другим сведениям был в заграничной командировке в 1880—1881 годах вместе с Г. Е. Рейном; слушал курсы Вирхова, Дюбуа-Реймонда, Людвига, Креде и др.).
В 1878 году Лебедев защитил диссертацию «К учению о чрезмерном накоплении околоплодной жидкости» и получил степень доктора медицины. В 1879 году был ассистентом клиники военного госпиталя.
В 1881 году, по возвращении на родину, был избран доцентом. В связи с болезнью М. И. Горвица конференция академии поручила Лебедеву чтение студентам курса акушерства и гинекологии. После смерти Горвица 17 марта 1884 года был избран адъюнкт-профессором по кафедре систематического (теоретического) акушерства и гинекологии и стал заведующим академической акушерской клиники, в которой преподавалась пропедевтика акушерства и гинекологии для студентов 4-го курса. В течение десятилетия 1884—1894 гг. из его клиники вышло 135 научных работ. С 1885 по 1890 год был в должности экстраординарного профессора. С 6 декабря 1894 года — действительный статский советник.
В 1898 году, после смерти К. Ф. Славянского, получил в заведование кафедру клинического (госпитального) акушерства и гинекологии. В 1903 году был избран конференцией академиком, в 1905 году — заслуженным профессором.
А. И. Лебедеву принадлежит заслуга введения некоторых операций в России; так, например, он первый сделал кесарево сечение при относительном показании, операцию влагалищной фиксации матки при её наклонении и перегибе назад. Одновременно с профессором Крассовским он произвёл первую симфизеотомию (разрез лонной связки) и др. Им напечатаны на русском, немецком и французском языках свыше 25 работ по акушерству, гинекологии, эмбриологии и бактериологии, в числе которых: «Contribution à l’etude de l’action de la chaleur et de la dessication sur la virulence des liquides septiques et sur les organismes inferieurs», «Краткий отчёт о ста чревосечениях», «Пересадка эхинококовых пузырей от человека кроликам» и др.
В течение нескольких лет состоял казённым консультантом на Кавказских Минеральных Водах, где по его инициативе была организована оперативная помощь гинекологическим больным. В 1904 году был избран гласным Санкт-Петербургской городской думы. Некоторое время он был редактором «Еженедельной клинической газеты» С. П. Боткина. Руководил клиникой «Училища лекарских помощниц и фельдшериц», состоял консультантом в женской и детской больнице для незаразных больных при Общине во имя Христа Спасителя и во Врачебно-санитарной части управления железных дорог. Так же он был почётным членом Чешского Общества врачей в Праге.
Был награждён российскими орденами Св. Анны 2-й ст. (1892), Св. Владимира 3-й ст. (1899), Св. Станислава 1-й ст. (1902) и персидским орденом Льва и Солнца 1-й ст. (1900).
В 1911 году вышел в отставку и уехал в Ессентуки, где прожил остаток жизни и скончался в 1923 году.